# Rune Andréasson
Rune Herbert Emanuel Andréasson (født 11. august 1925, død 15. december 1999) var en svensk tegneserieforfatter, illustrator og animator.
Andréasson var oprindeligt uddannet skuespiller og spillede blandt andet flere roller på Göteborgs Stadsteater. Han begyndte at skabe tegneserier for børn i 1944, og hans værker er i dag udgivet på flere sprog. Andréasson skabte for det meste sine egne, originale karakterer, som for eksempel i serierne Brum, Nalle ritar och berättar og Teddy. Hans mest berømte værk er dog Bamse, der handler om "verdens stærkeste bjørn". Denne serie viste sig at være meget vellykket og blev som årene gik efterfulgt af adskillige tegnefilm. Tegneserien er i dag stadig en af Sveriges mest populære.
I 1970'erne begyndte Rune Andréasson at kontrahere andre kunstnere til at lave tegningerne til hans værker, mens han stadig skrev historierne og holdt en streng redaktionel kontrol med indholdet. For eksempel nægtede han at offentliggøre kommercielle annoncer i et magasin rettet mod børn. Han var også restriktiv med at bruge sine kreationer til kommerciel merchandising (dog ved få undtagelsestilfælde).
Andreásson gik på pension i begyndelsen af 1990'erne og overlod sin tegneserie til forlaget Egmont. Han døde af kræft den 15. december 1999 74 år gammel.